# Кампи Център
Кампи Център (на фински: Kampin keskus) е комплекс, търговски център в квартал Кампи в центъра на Хелзинки.
Проектиран е от много архитекти, но основният е Juhani Pallasmaa. Центърът е търговско и жилищно средище на града. Като 4-годишен проект това е най-голямата строителна площадка в историята на Финландия, включвала и реконструкция на квартал Кампи.
Комбинира търговската необходимост и рационалност, оптимална шопинг среда с необходимите за клиента максимална достъпност и мобилност. Сред първите подобни центрове в Европа, той се състои от:
- централна автогара за регионалните автобуси
- терминал за трафик на дълги разстояния (подземен)
- Метростанция Кампи (подземен)
- товарно депо(подземен)
- вътрешен паркинг(подземен)
- 6-етажен търговски център със супермаркет, магазини, ресторанти, нощни клубове и сервизно място
- висок клас офиси и жилищни апартаменти.

Капи Център е открит на етапи: новото стълбище на метростанцията — на 2 юни 2005 г., централната автогара — на 5 юни, терминалът за трафик на дълги разстояния — на 6 юни, а търговският център — на 2 март 2006 г.
Външният вид на сградата е отражение на интереса на главния архитект към конструктивистичната архитектура и архитектурата на структурализма, ако сградата функционира като машина.